# UNITI
Der UNITI Bundesverband EnergieMittelstand e.V. ist ein sowohl für Kraft- und Schmierstoffe als auch für Heizöle zuständiger Wirtschaftsverband mit Sitz in Berlin, in dem etwa 700 meist mittelständische Gesellschaften im Verbraucher-, Wiederverkäufer- sowie Großhandelsgeschäft mit etwa 6.200 Tankstellen organisiert sind. 
Mit Unitol hat der Verband eine eigenständige Tankstellen-Marke, der einige Verbandsmitglieder einen Teil ihrer Tankstellen unterstellt haben. Die Verlagstochter UNITI-Kraftstoff GmbH gibt die Fachzeitschriften FUELS | LUBES | ENERGY (vormals Brennstoffspiegel & Mineralölrundschau) sowie tankstellenWelt heraus.

## Geschichte
Die ursprüngliche Uniti Vereinigung deutscher unabhängiger Betriebsstoff- und Mineralölimporteure wurde 1927 gegründet. In den 1930er Jahren bezog die UNITI ihre Mineralölprodukte hauptsächlich von der Deutschen Vacuum Oil und der DEA, da diese keine eigenen Vertriebsorganisationen hatten. Die großen unabhängigen Gesellschaften wie die NITAG gaben ihre Uniti-Straßenkarten in den 1930er Jahren mit eigenem Deckblatt heraus, während die kleineren Uniti-Mitglieder die Karten unverändert ließen. 1935 wurde die Vereinigung in Uniti Vereinigung deutscher Betriebsstoffgroßhändler e.V. umbenannt und 1939 nach Einführung der Mineralölbewirtschaftung aufgelöst.
Am 1. Juli 1947 wurde der Verein unter dem Namen UNITI Vereinigung deutscher Kraftstoffgroßhändler e.V. wiedergegründet. Zum 1. Januar 2009 fusionierte der Gesamtverband des Deutschen Brennstoff- und Mineralölhandels e.V. (gdbm) mit Uniti. Im Mai 2024 ließ die UNITI Kraftstoff GmbH der FDP eine Parteispende in Höhe von 50.000 Euro zukommen.

## Mitglieder
Mitgliedsunternehmen sind unter anderem:
- Q1 Energie AG
- Westfalen AG
- MITAN Mineralöl GmbH
- Friedrich Scharr